# Deauville Pro-Am 2011

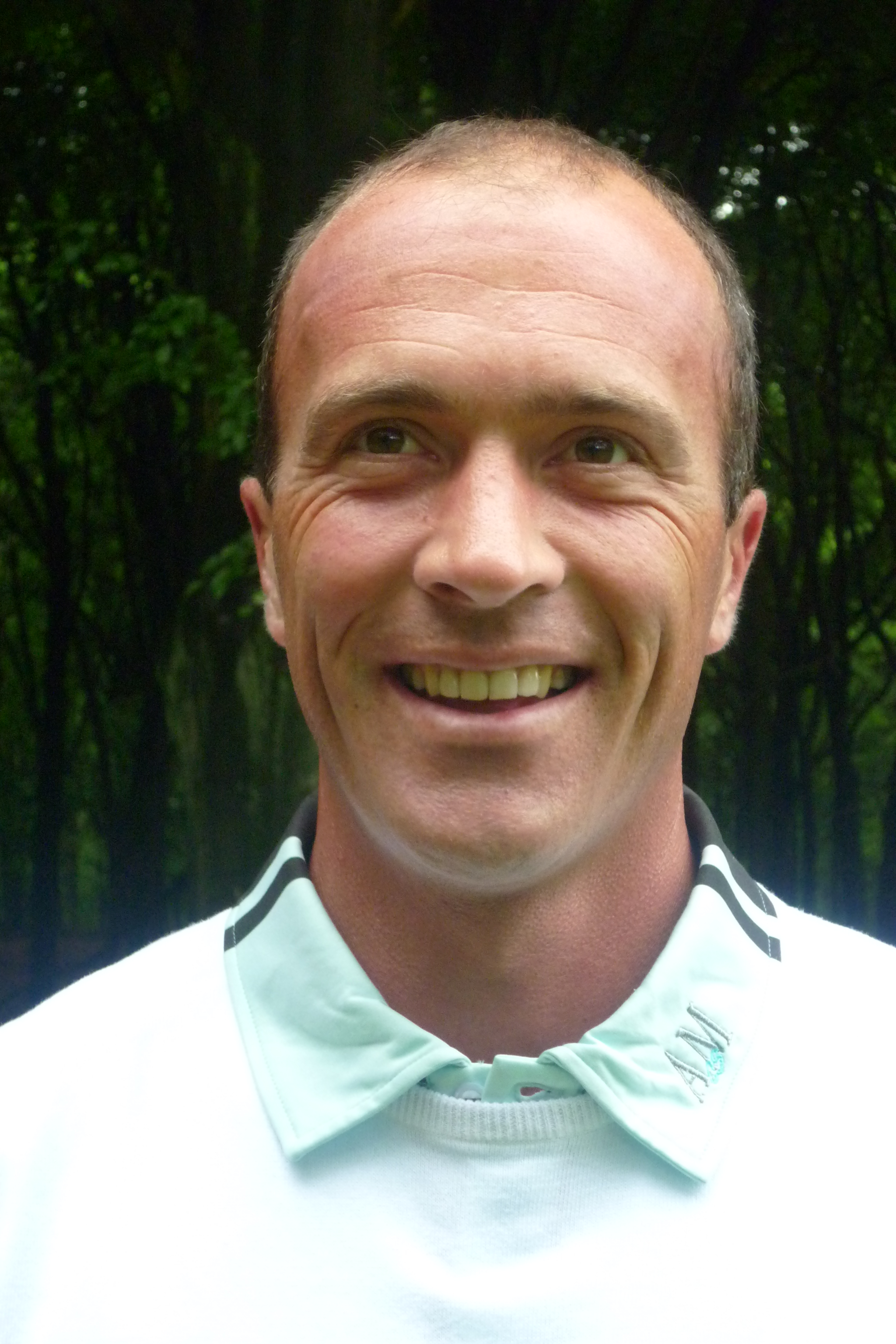
Winnaar Laurent Richard

De Deauville Pro-Am 2011 was de eerste editie van de Deauville Pro-Am, een golftoernooi voor teams bestaande uit een golfprofessional en drie amateurs. Het toernooi werd gehouden van 3-5 mei 2011. De organisatie was in handen van de PGA Benelux en Active Golf & Thalasso en maakte deel uit van de Benelux Golf Tour.

## De formule
Er werd drie dagen lang door 41 teams gespeeld op drie verschillende banen: Golf Barrière de Deauville, Golf d' Houlgate en Golf Barrière de Saint-Julien. Er werd in teamverband gespeeld, terwijl ook de professionals voor hun eigen score speelden. Het totale prijzengeld was € 20.400, waarvan de winnaar € 5.000 kreeg. Bovendien kon de winnaar zich kwalificeren voor de Telenet Trophy of het KLM Open.
Bij de Pro-Am werd gespeeld om de beste twee van de drie scores. Voor de Pro-Am was een teamdagprijs en een teamprijs na drie dagen.

## Verslag
Op St Julien maakte Laurent Richard de eerste dag een ronde van 66 (-5) en ging daarmee aan de leiding. Op Houlgate werd de leiding gedeeld door John Boerdonk en Thijs Spaargaren die beiden een score van 70 (-2) binnenbrachten. Er werd niet op Deauville gespeeld.
Laurent Richard won de eerste Deauville Pro-Am met een totaalscore van -10. Daarbij maakte hij de laagste rondes op St Julien en Houlgate. Tjeerd Staal maakte de beste ronde op de baan van Deauville.
Het toernooi heeft drie dagen goed weer gehad.
- Leaderboard[dode link]

| Naam               | Score | R1 | Score | R2  | Score | R3 | Totaal | Totaal | Eindstand |
| ------------------ | ----- | -- | ----- | --- | ----- | -- | ------ | ------ | --------- |
| Laurent Richard    | 65    | -7 | 66    | -5  | 73    | +2 | 204    | -10    | 1         |
| John Boerdonk      | 70    | -2 | 69    | -2  | 67    | -4 | 206    | -8     | 2         |
| Arnaud Langenaeken | 71    | -1 | 71    | par | 67    | -4 | 209    | -5     | 3         |
| Thijs Spaargaren   | 70    | -2 | 69    | -2  | 72    | +1 | 211    | -3     | T4        |
| Tjeerd Staal       | 73    | +1 | 75    | +4  | 66    | -5 | 214    | par    | T6        |

Verklaring van de kleuren:
| St Julien (par 72) |  | Deauville (par 71) |  | Houlgate (par 72) |  | Leider |  | Toernooirecord |

## De spelers
Er deden 33 professionals mee, ieder met een team van drie amateurs.
| PGA België: - Filip Goovaerts - Michiel Hermans - Franco Isola - Dave Lebrasseur - Arnaud Langenaeken - Julien Lepage - Gilles Monville - Gilles Morel - Laurent Richard | - Yuri Tadiotto - Nicolas Theys - Fabien Van Damme - Simon Yearsley PGA Frankrijk - Thomas Disch - Fredric Dauchez - Raphaël Eyraud | PGA Holland: - Geert-Jan Bakker - John Boerdonk - Cyrus Celso - Ben Collier - Jan Dorrestein - Sander van Duijn - Ferry Holthuysen - Frank Kirsten - Jan Maarten Nijhoff | - Ramon Schilperoord - Brian Schutz - Thijs Spaargaren - Tjeerd Staal - Joost Steenkamer - Ronald Stokman - Ruben Wechgelaer - Martin Wedema |